# Olympische Sommerspiele 1932/Leichtathletik – Diskuswurf (Männer)

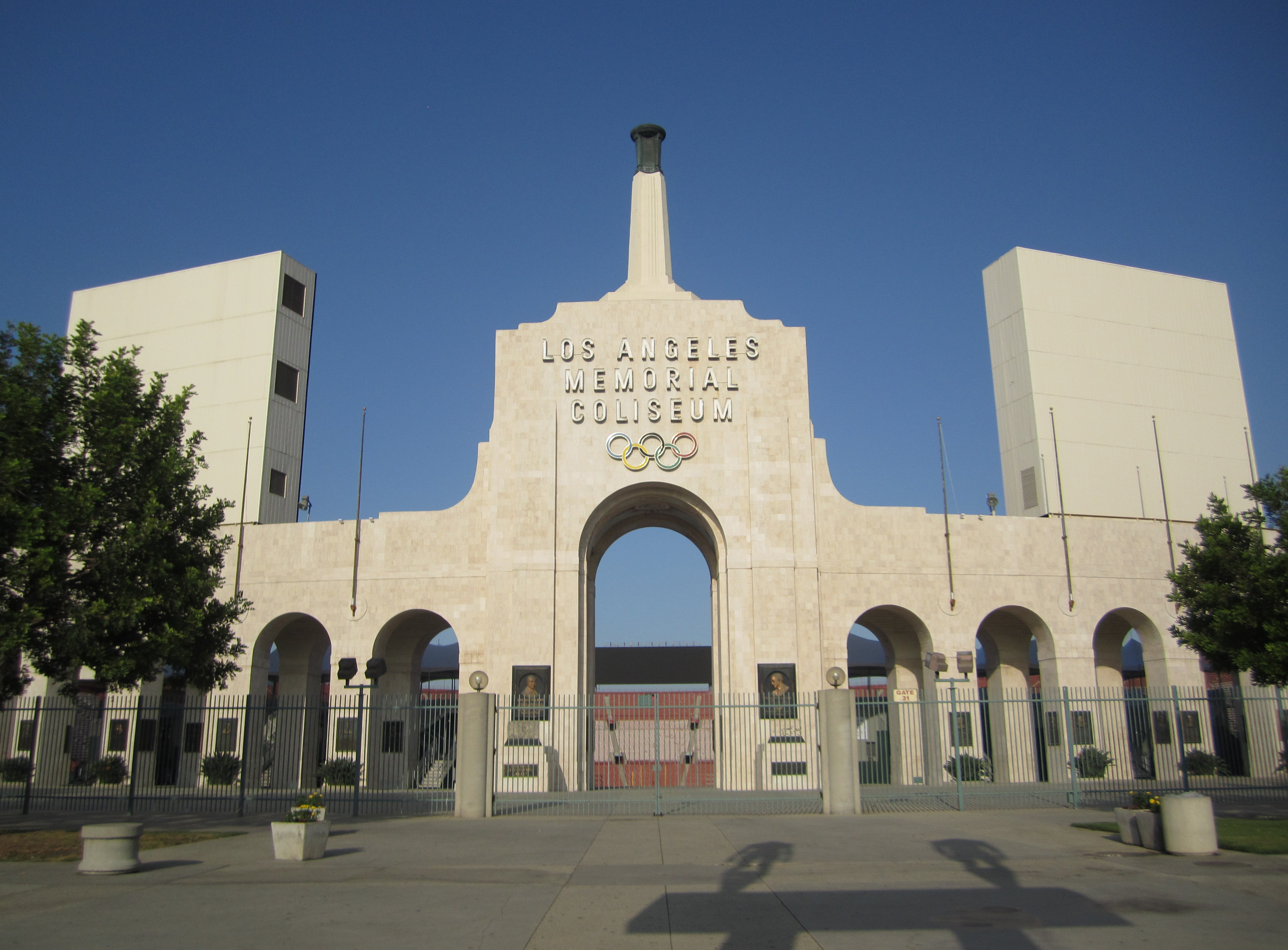
Eingang zum Los Angeles Memorial Coliseum

Der Diskuswurf der Männer bei den Olympischen Spielen 1932 in Los Angeles wurde am 3. August 1932 im Los Angeles Memorial Coliseum ausgetragen. Achtzehn Athleten nahmen teil.
Olympiasieger wurde der US-Amerikaner John Anderson vor seinem Landsmann Henri LaBorde. Der Franzose Paul Winter gewann die Bronzemedaille.

## Rekorde

### Bestehende Rekorde
| Weltrekord         | 51,72 m | Paul Jessup ( USA) | Pittsburgh, USA                               | 30. August 1930 |
| Olympischer Rekord | 47,32 m | Bud Houser ( USA)  | Qualifikationsrunde OS Amsterdam, Niederlande | 1. August 1928  |

### Rekordverbesserungen
Der bestehende olympische Rekord wurde dreimal verbessert:
- 48,23 m – Henri LaBorde (USA), Qualifikation am 3. August, erster Durchgang
- 48,86 m – John Anderson (USA), Qualifikation am 3. August, zweiter Durchgang
- 49,39 m – John Anderson (USA), Qualifikation am 3. August, dritter Durchgang
- 49,49 m – John Anderson (USA), Finale am 3. August, erster Durchgang

## Durchführung des Wettbewerbs
Alle Athleten gingen am 3. August gemeinsam in eine Qualifikationsrunde mit je drei Versuchen. Die besten sechs Wettkämpfer – hellblau unterlegt – hatten im Finale, das am selben Tag ausgetragen wurde, drei weitere Versuche. Dabei ging das Resultat der Qualifikation mit in das Endresultat ein.

## Legende
x: ungültig

## Qualifikation
Datum: 3. August 1932
| Platz | Name                  | Nation                | 1. Versuch              | 2. Versuch              | 3. Versuch              | Resultat | Anmerkung |
| ----- | --------------------- | --------------------- | ----------------------- | ----------------------- | ----------------------- | -------- | --------- |
| 1     | John Anderson         | USA                   | 47,87 m                 | 48,86 m OR              | 49,39 m OR              | 49,39 m  | OR        |
| 2     | Henri LaBorde         | USA                   | 48,23 m OR              | 000x                    | 48,45 m                 | 48,45 m  |           |
| 3     | Paul Winter           | Frankreich            | 45,89 m                 | 47,16 m                 | 46,72 m                 | 47,16 m  |           |
| 4     | István Donogán        | Ungarn                | 000x                    | 44,25 m                 | 47,08 m                 | 47,08 m  |           |
| 5     | Endre Madarász        | Ungarn                | 39,32 m                 | 46,52 m                 | 40,51 m                 | 46,52 m  |           |
| 6     | Jules Noël            | Frankreich            | 44,85 m                 | 44,26 m                 | 46,42 m                 | 46,42 m  |           |
| 7     | Kalevi Kotkas         | Finnland              | 43,62 m                 | 45,87 m                 | 42,44 m                 | 45,87 m  |           |
| 8     | Paul Jessup           | USA                   | 39,14 m                 | 43,97 m                 | 45,25                   | 45,25 m  |           |
| 9     | József Remecz         | Ungarn                | 43,65 m                 | 45,02 m                 | 000x                    | 45,02 m  |           |
| 10    | Emil Janausch         | Österreich            | 43,06 m                 | 41,80 m                 | 44,82 m                 | 44,82 m  |           |
| 11    | Hans-Heinrich Sievert | Deutsches Reich       | 000x                    | 38,92 m                 | 44,51 m                 | 44,51 m  |           |
| 12    | Harry Hart            | Südafrikanische Union | 35,26 m                 | 43,33 m                 | 39,24 m                 | 43,33 m  |           |
| 13    | Zygmunt Heljasz       | Polen                 | 42,59 m                 | 000x                    | 41,55 m                 | 42,59 m  |           |
| 14    | Emil Hirschfeld       | Deutsches Reich       | 000x                    | 42,42 m                 | 41,74 m                 | 42,42 m  |           |
| 15    | František Douda       | Tschechoslowakei      | 41,60 m                 | 42,39 m                 | 000x                    | 42,39 m  |           |
| 16    | Clément Duhour        | Frankreich            | 000x                    | 38,92 m                 | 40,22 m                 | 40,22 m  |           |
| 17    | Veljko Narančić       | Jugoslawien           | 36,51 m                 | 34,51 m                 | 000x                    | 36,51 m  |           |
| 18    | Pedro Elsa            | Argentinien           | Versuchsserie unbekannt | Versuchsserie unbekannt | Versuchsserie unbekannt | 34,36 m  |           |

In der Qualifikation ausgeschiedene Diskuswerfer:

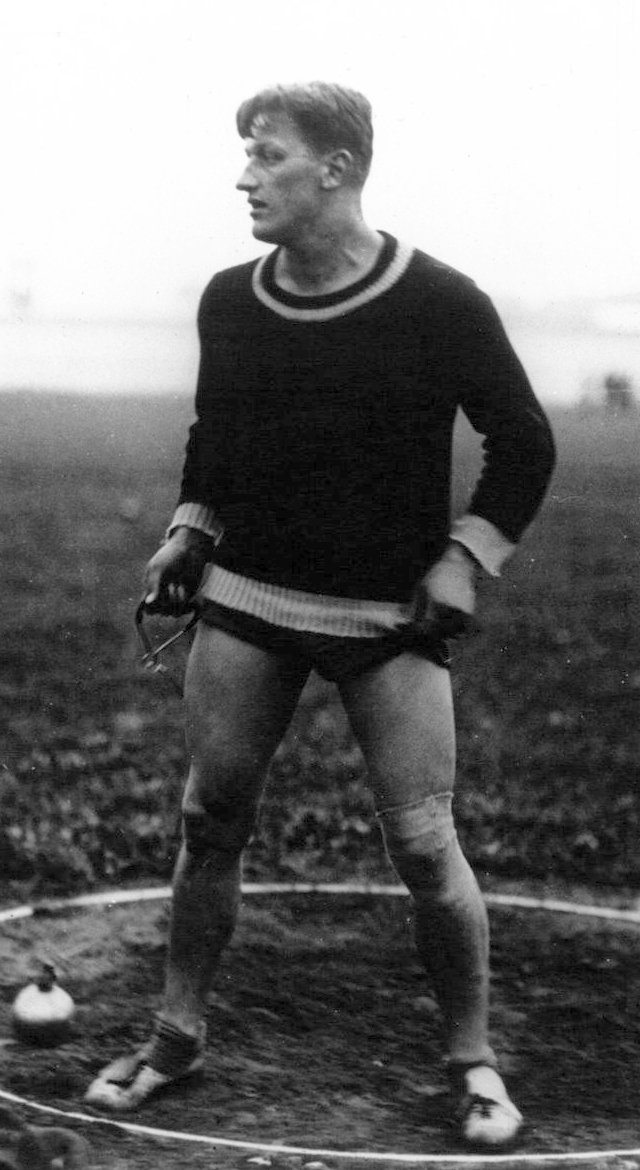
Zygmunt Heljasz – Kugelstoßsiebter (hier als Hammerwerfer) – Dreizehnter mit 42,59 m
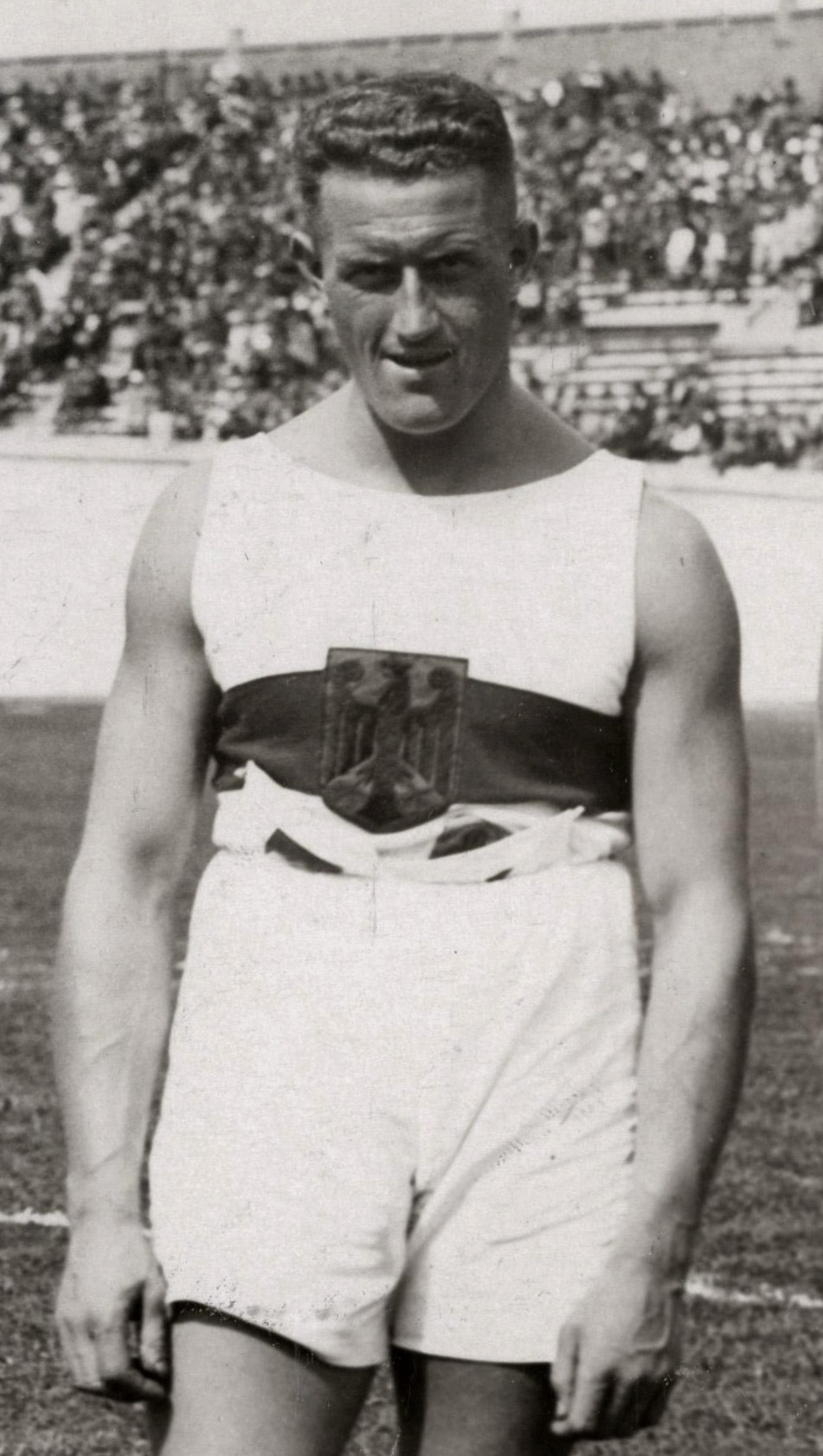
Emil Hirschfeld – Kugelstoßvierter – Rang vierzehn mit 42,42 m
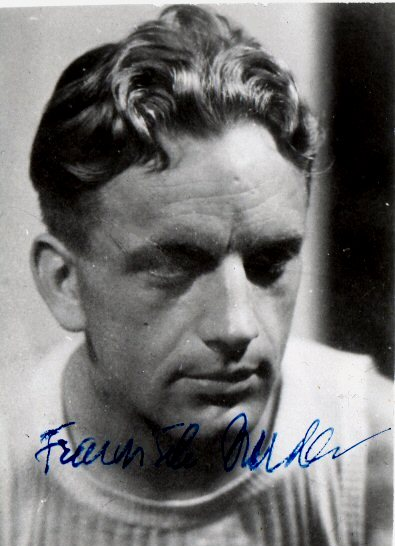
František Douda – Bronze im Kugelstoßen – Platz fünfzehn mit 42,39 m

## Finale und Resultat der besten Acht
Datum: 3. August 1932
|       |                |            |                     | Finale          |                 |                 |             |           |
| Platz | Name           | Nation     | Qualifikationsweite | 1. Versuch      | 2. Versuch      | 3. Versuch      | Endresultat | Anmerkung |
| 1     | John Anderson  | USA        | 49,39 m OR          | 49,49 m         | 48,72 m         | 47,98 m         | 49,49 m     | OR        |
| 2     | Henri LaBorde  | USA        | 48,45 m             | x               | 48,47           | 47,15 m         | 48,47 m     |           |
| 3     | Paul Winter    | Frankreich | 47,16 m             | 47,34 m         | 42,45 m         | 47,85 m         | 47,85 m     |           |
| 4     | Jules Noël     | Frankreich | 46,42 m             | 47,74 m         | 45,07 m         | 46,38 m         | 47,74 m     |           |
| 5     | István Donogán | Ungarn     | 47,08 m             | x               | x               | x               | 47,08 m     |           |
| 6     | Endre Madarász | Ungarn     | 46,52 m             | 44,50 m         | X               | x               | 46,52 m     |           |
| 7     | Kalevi Kotkas  | Finnland   | 45,87 m             | nicht im Finale | nicht im Finale | nicht im Finale | 45,87 m     |           |
| 8     | Paul Jessup    | USA        | 45,25 m             | nicht im Finale | nicht im Finale | nicht im Finale | 45,25 m     |           |

Der US-amerikanische Weltrekordler Paul Jessup blieb ca. sechseinhalb Meter unter seiner Bestmarke. Olympiasieger wurde sein Landsmann John Anderson, der auch die beste Serie aller Werfer zu verzeichnen hatte und dreimal über 49 Meter warf. Allerdings gab es einen eklatanten Fauxpas der Kampfrichter. Während der Franzose Jules Noël mit seinem ersten Finalwurf eindeutig die 49-Meter-Marke übertraf, schaute das gesamte Kampfgericht der Entscheidung im Stabhochsprung zu. So konnte Noëls Versuch nicht gemessen und auch nicht gewertet werden. Nach langem Hin und Her wurde entschieden, dass der Franzose seinen Wurf wiederholen durfte. Aber er blieb unter 48 Metern und wurde durch diesen schlimmen Fehler der Kampfrichter mindestens um die Silbermedaille betrogen. Dieses Silber holte sich der US-Amerikaner Henri LaBorde, Bronze ging an Noëls Landsmann Paul Winter.
Zwischen Noël und den Organisatoren kam es im Finale zu einer weiteren Kontroverse, weil der Franzose während des Wettkampfes Wein zu sich nahm. Da in den USA die Prohibition herrschte, die den Verkauf und Genuss von Alkohol verbot, musste Noël die Offiziellen überzeugen, dass der Wein Teil seines Ernährungsplanes war.
Noëls Landsmann Paul Winter gewann mit Bronze die erste französische Medaille in dieser Disziplin.

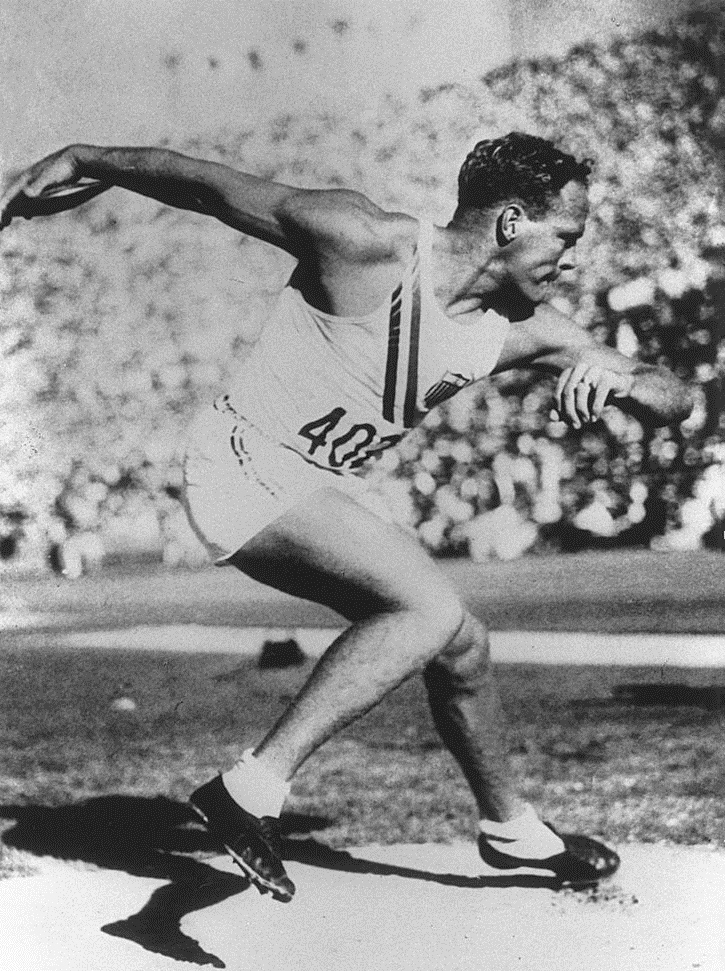
John Anderson verbesserte den olympischen Rekord zweimal und gewann Gold
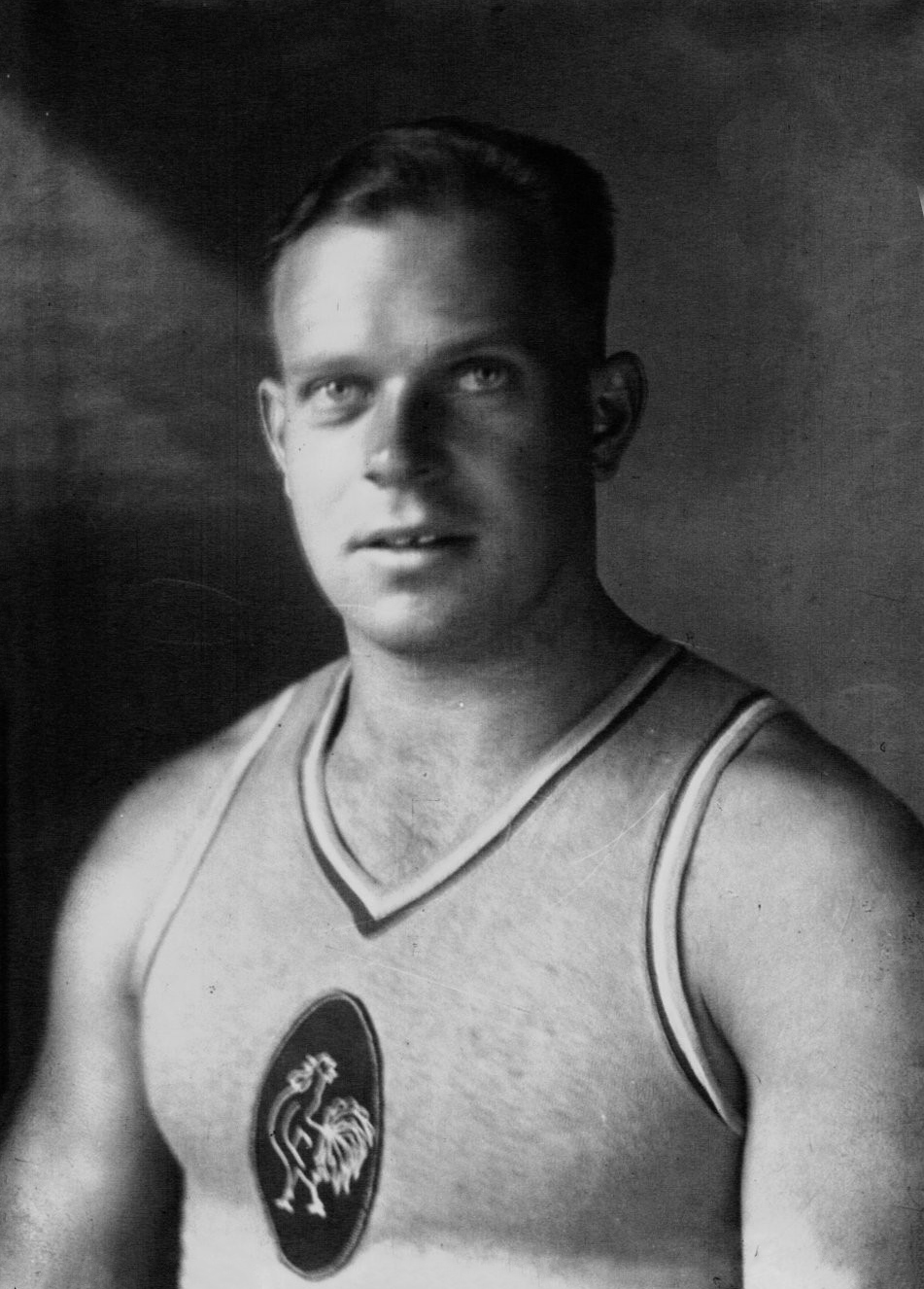
Paul Winter gewann die Bronzemedaille